# Junkers J.I
El Junkers J.I., con designación del fabricante J.4, era un sesquiplano blindado alemán de "clase J" de la Primera Guerra Mundial, desarrollado para el ataque terrestre de bajo nivel, la observación y la cooperación con el Ejército como avión de enlace. Es especialmente notable por ser el primer avión totalmente metálico en entrar en producción en masa; la construcción metálica y la armadura pesada del avión eran un escudo eficaz contra el fuego de armas pequeñas en el campo de batalla.

## Diseño

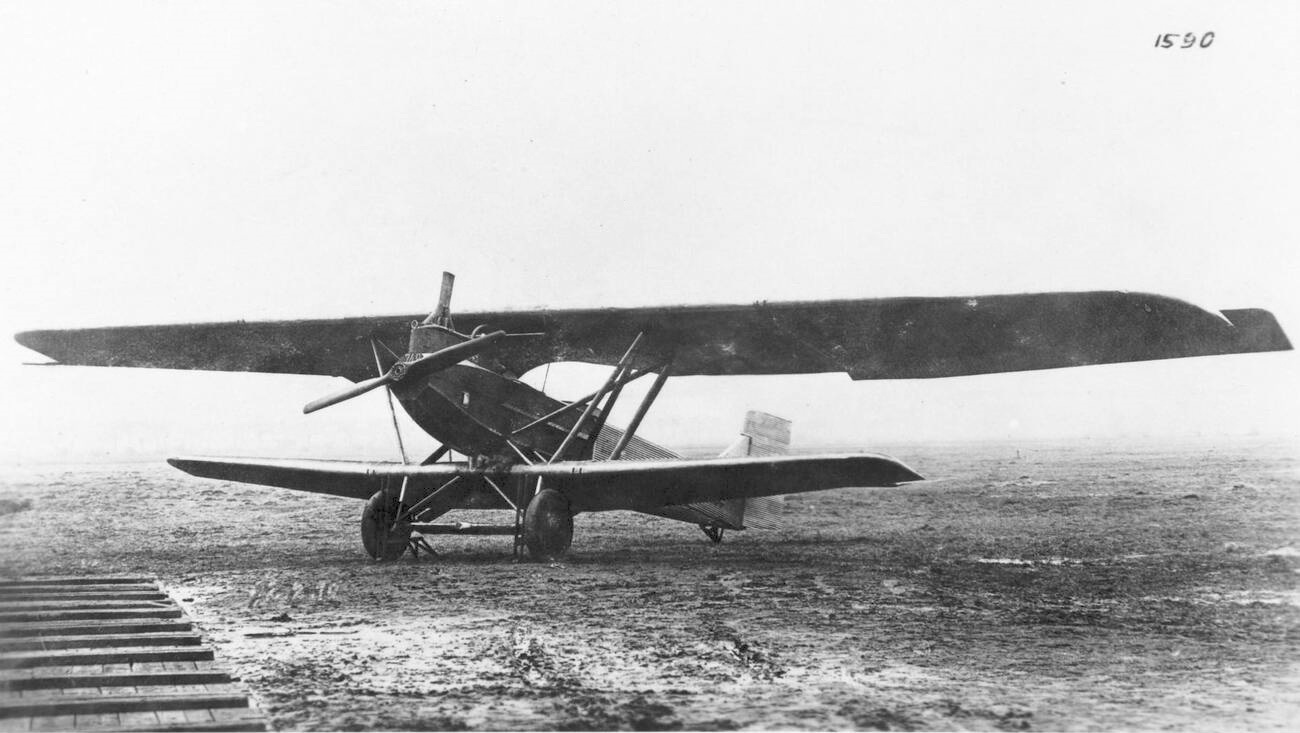
Junkers J.I mostrando su configuración de sesquiplano en voladizo

Se trataba de un diseño extremadamente avanzado para la época, con una «bañera» de acero de una sola pieza que iba desde la parte trasera de la hélice hasta la posición trasera de la tripulación  y que actuaba no solo como blindaje, sino también como estructura principal del fuselaje y montaje del motor en una sola unidad. El acceso al motor fue proporcionado por paneles de acero blindado, uno a cada lado de la nariz. La armadura tenía un grosor de 5 mm y pesaba 470 kilogramos. Las superficies de control de vuelo estaban conectadas a los controles de la aeronave por medio de barras de empuje y manivelas, no con las conexiones de control de cable de acero de la época, ya que las barras de empuje eran menos propensas a ser cortadas por el fuego desde tierra.
Había una diferencia de tamaño significativa entre las alas superiores e inferiores ya que el ala superior tenía un área total de 35,89 m² (386,3 pies cuadrados), más del doble del área total del ala inferior, con 13,68 m² (147,3 pies cuadrados). Esta es una forma de biplano conocida como sesquiplano.
El avión tenía dos tanques de combustible con una capacidad total de unos 120 litros. El tanque principal (dividido en dos partes para redundancia) fue complementado por un «tanque de gravedad», más pequeño, de 30 litros. El objetivo era suministrar combustible al motor por gravedad en caso de fallo de la bomba de combustible del motor; contenía suficiente combustible para treinta minutos a plena potencia. Tenía una bomba de combustible manual para cuando el tanque de gravedad se agotase.
La aeronave podía ser desmontada en sus componentes principales: alas, fuselaje, tren de aterrizaje y cola, para facilitar el transporte por ferrocarril o carretera. Una tripulación de tierra de seis a ocho personas podía volver a montar la aeronave y tenerla lista para el vuelo en un plazo de cuatro a seis horas. Las alas estaban cubiertas con una capa de aluminio de 0,19 mm de espesor (0,0075 pulgadas) que se podía abollar fácilmente, por lo que había que tener mucho cuidado al manipular la aeronave en tierra.

## Historial de operaciones
El Junkers J.I era muy apreciado por sus tripulaciones, aunque su pesado manejo le valió el apodo de «furgoneta de muebles». Los aviones entraron por primera vez en servicio de frente en agosto de 1917 y se utilizaron en el frente occidental durante la ofensiva alemana de primavera de 1918.
La aeronave podía estar equipada con dos ametralladoras que disparaban hacia abajo para el ataque terrestre, pero se comprobó que eran de uso limitado debido a la dificultad de apuntarlas. Los «J-I» se utilizaron principalmente para la cooperación del ejército y el reconocimiento de bajo nivel. También se utilizaban para tirar municiones y raciones en puestos de avanzada aislados que no podían abastecerse fácilmente por otros medios.
La producción en la fábrica de Junkers fue bastante lenta, debido a la mala organización. Solo se fabricaron 227 «J.I» antes de que cesara la producción en enero de 1919. Al menos uno se perdió por fuego de tierra, derribado por una ametralladora antiaérea francesa que disparaba ráfagas perforantes aunque aparentemente se trataba de un hecho aislado, ya que algunas fuentes afirman que no se perdió ninguno en el combate y otros se perdieron en accidentes de aterrizaje y otros percances.

## Operadores

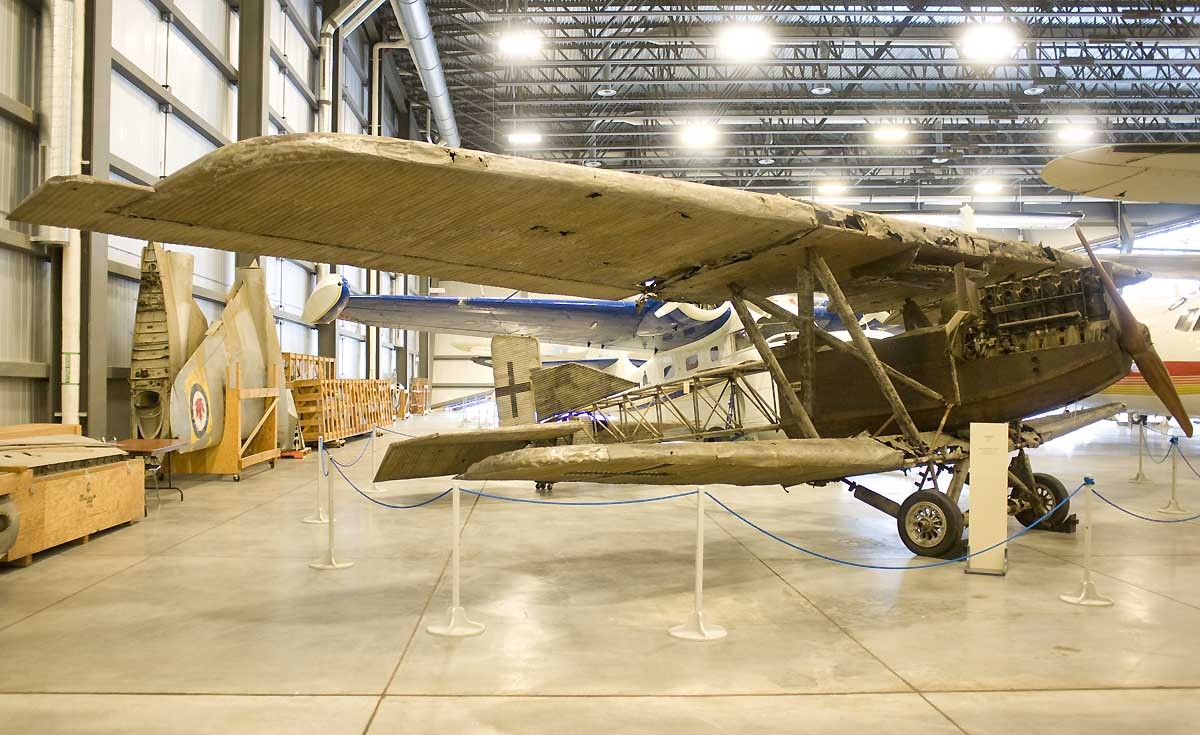
Modelo superviviente en el Museo Canadiense

- Luftstreitkräfte

## Sobrevivientes
Solamente sobrevivió un avión relativamente completo, con el número de serie militar alemán «J.I 586/17». Se conserva en el Museo de Aviación y del Espacio de Canadá en Ottawa, Ontario, Canadá. Este avión, con el número de construcción «252», fue fabricado en 1918 y fue un trofeo de guerra que fue enviado a Canadá en 1919. Estaba en posesión del Museo de la Guerra de Canadá antes de ser transferido al Museo de Aviación y Espacio de esa misma nación en 1969.
Además, existe un fuselaje Junkers J.I. en el Museo Histórico dell Aeronautica Militare Italiana en Vigna di Valle. Este avión se expuso anteriormente en el  Museo Leonardo da Vinci de Milán y fue restaurado en el Museo Técnico de Berlín entre 2005 y 2010.
Una réplica de Junkers J.I. volable está en construcción en Hungría.

## Especificaciones

### Características generales
- Tripulación: Dos; piloto y observador
- Longitud: 9,1 m; ft=29ft
- Envergadura: 16 m; 52 ft.
- Altura: 3,4 m; 11 ft, 6 in.
- Superficie alar: 49.4 m²; 531 ft²
- Peso vacío: 1766 kg; 3893 lb.
- Peso cargado: 2,140 kg; 4718 lb.
- Planta motriz: 1× Benz Bz.IV .
  - Potencia: 149 kW; 200 hp.

### Rendimiento
- Velocidad nunca excedida (Vne):  155 km/h; 97 m/h
- Alcance: 310km; 193 m.
- Techo de vuelo:  4000 m; 13 123 ft.

### Armamento
- Ametralladoras: 1× Ametralladora Parabellum MG14 de 7,92 mm (.312 pulg. ), con posibilidad de disparo hacia atrás;[12] Cinco tambores redondos de  200 balas cada uno.[6]